# Maurice Corneil de Thoran
 (août 2008).
Si vous disposez d'ouvrages ou d'articles de référence ou si vous connaissez des sites web de qualité traitant du thème abordé ici, merci de compléter l'article en donnant les références utiles à sa vérifiabilité et en les liant à la section « Notes et références ».
Maurice Corneil de Thoran (Liège, 15 janvier 1881 - Bruxelles, 6 janvier 1953), fils de Paul Ernest de Thoran, est un musicien, chef d'orchestre et directeur d'opéra belge.

## Biographie

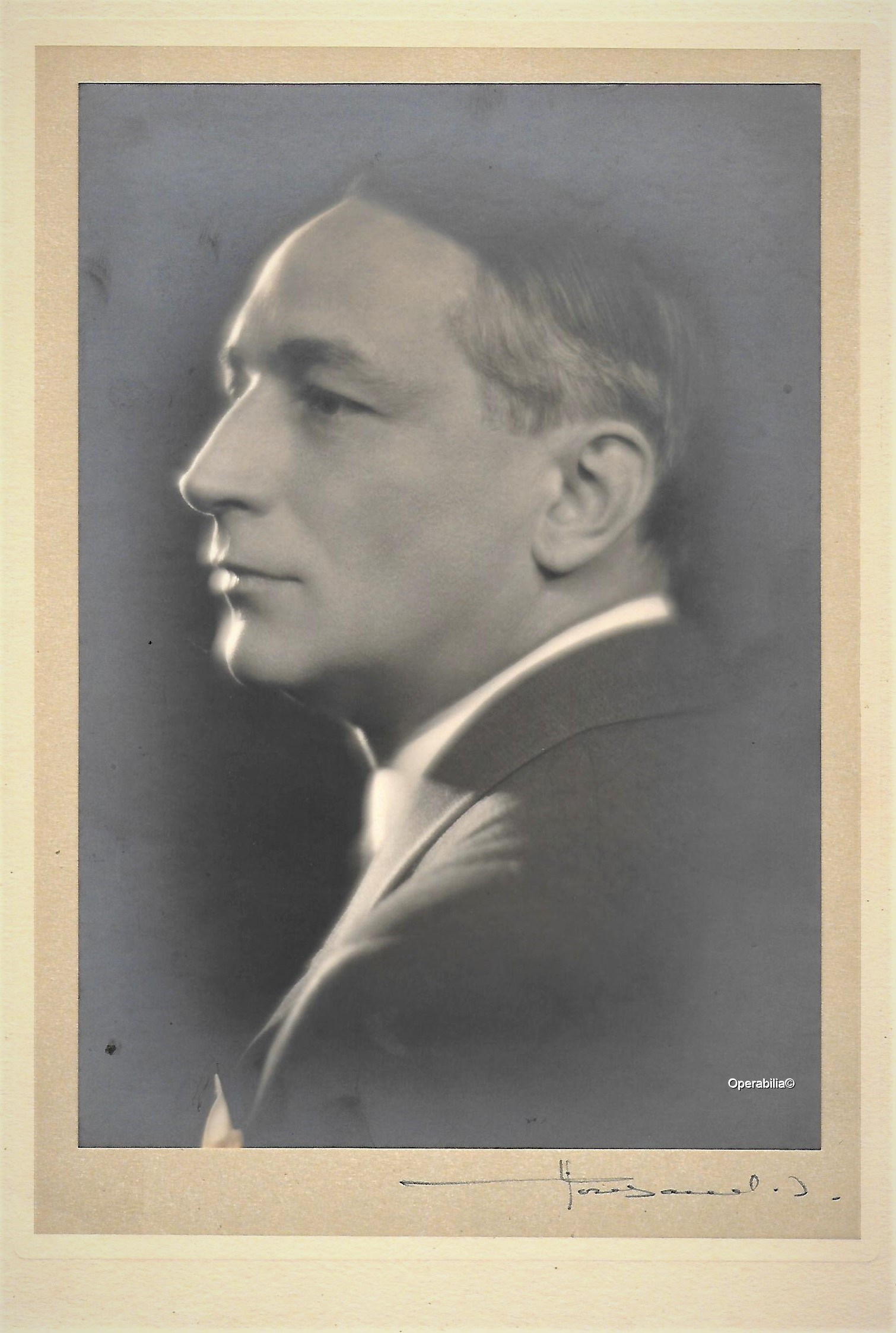
Corneil de Thoran dans un portrait par Marchand, Bruxelles, ca. 1930

Après un engagement musical comme pianiste-accompagnateur en 1902, puis comme chef d'orchestre en France, notamment pour des saisons à Nîmes, c'est dans son pays natal que Corneil de Thoran accomplit l'essentiel de sa carrière musicale, principalement comme chef d'orchestre, puis en qualité de co-directeur et directeur de la Monnaie.
Il dirige la Monnaie en codirection de 1920 à 1943 (avec Jean Van Glabbeke et Paul Spaak), puis seul de 1943 jusqu'à sa mort en 1953.
Il meurt inopinément en dirigeant une répétition de La Flûte enchantée.
À l'occasion du 250e anniversaire du Théâtre Royal de la Monnaie, célébré par un grand gala (27 mars 1950) en présence de nombreux solistes de la troupe et d'artistes invités, le médailler et sculpteur belge René Cliquet créa une médaille représentant "Gio Paolo Bombarda) et Corneil de Thoran sur la même face.

## Distinction
- Officier de l'ordre de la Couronne en 1928.